# Koń włodzimierski

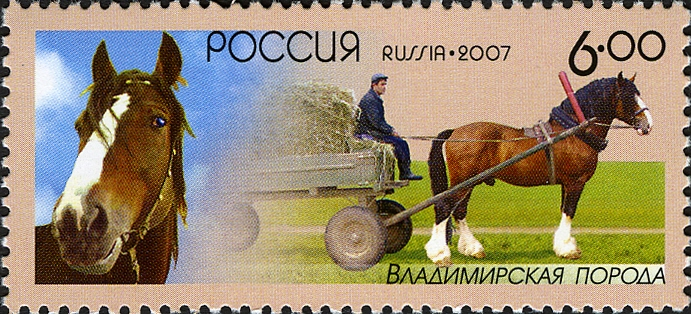
Znaczek poczty Rosji przedstawiający konia włodzimierskiego

Koń włodzimierski − rasa konia zimnokrwistego, wyhodowanego w Rosji.

## Historia (Pochodzenie)
W roku 1886 rozpoczął się rozwój rasy. Wówczas podjęto próby klaczy z okolicy za pomocą różnych ogierów, ale bez rezultatów. Użyte w hodowli po 1900 roku ogiery Clydesdale i szajrów wywarły największy wpływ na pogłowie. Zootechnicy dopiero w ostatnim stuleciu, wraz z personelem kołchozów podjęli planowaną hodowlę, która przyniosła wyniki. Za rasę konie włodzimierskie zostały uznane w 1946 roku. Zwierzęta te, nazywane "końmi-traktorami", są sprawnymi w pracy końmi zimnokrwistymi. Są poszukiwane do uszlachetniania innych ras koni roboczych, też tych poza macierzystym okręgiem włodzimierskim.

## Budowa
Koń zimnokrwisty średniej miary. Przypomina bardzo Clydesdale lub szajra. Ma profil głowy nieco garbonosy i wygląda bardzo inteligentnie. Wysoko osadzona, silna i długa jest szyja. Łopatki są skośnie ustawione i długie. Kłoda zwarta, klatka piersiowa jest szeroka, a grzbiet jest dość miękki. Zad jest dobrze umięśniony, ścięty i ma nisko osadzony ogon. Kończyny są solidne, ze szczotkami na pęcinach i mocnymi kopytami. Kłus ma świetny, choć akcja kończyn jest nieco zbyt wysoka. 

### Wielkość i masa ciała
Wysokość w kłębie od 160 cm do 165 cm. Waży około 700 kilogramów.

### Maść
Umaszczenie zwykle gniade, kasztanowe lub kare. Odmiany na łbie i kończynach są dopuszczalne. 

## Hodowla
W Rosji. Szczególnie rozpowszechniona w obwodach włodzimierskim i iwanowskim. 